# Evolved High Speed Packet Access
Evolved High Speed Packet Access (HSPA+) – standard bezprzewodowej komunikacji szerokopasmowej zdefiniowany przez konsorcjum 3GPP i opisany w zbiorze dokumentów oznaczonym jako Release 7. Technologia zapewnia mobilny dostęp do internetu z szybkością dosyłową do 42 Mb/s oraz wysyłanie do 11 Mb/s (wersja Dual-Cell HSPA+ pracuje z prędkościami odpowiednio 84 Mb/s oraz 22 Mb/s). HSPA+ jest ewolucją standardu HSPA, na HSPA składają się natomiast technologie HSUPA (High Speed Uplink Packet Access – szybka transmisja pakietów od klienta) oraz HSDPA (High Speed Downlink Packet Access – szybka transmisja pakietów do klienta).
Osiągnięcie większych prędkości transmisji danych było możliwe dzięki zastosowaniu technologii MIMO (Multiple Input/Multiple Output) oraz nowych modulacji sygnału: 16QAM dla danych przesyłanych od klienta (Uplink) oraz 64QAM dla danych przesyłanych do klienta (Downlink). Dla technologii DC-HSPA+ uzyskanie wysokich prędkości możliwe było dzięki zastosowaniu agregacji pasma.

## HSPA+ w Polsce
Inwestycja jest realizowana w Polsce od grudnia 2008. Działa na częstotliwości 900 MHz. Przetarg, który został zorganizowany przez UKE na zagospodarowanie częstotliwości radiowych z decyzji Anny Streżyńskiej z dnia 9 grudnia 2008, wygrała firma Aero2, rezerwując sobie w ten sposób częstotliwość z zakresu E-GSM (880–960 MHz). W październiku 2009 złożyła do UKE wniosek o rezerwację kolejnych częstotliwości w pasmie 2570–2620 MHz przeznaczonych do świadczenia usług transportowych przez sieci bezprzewodowe na terenie całego kraju.
Zasięg sieci ma się skupić na małych aglomeracjach i terenach wiejskich, zapewniając dostęp ich mieszkańców do szerokopasmowego internetu. Docelowo rozbudowa ma sięgnąć 80% mieszkańców Polski, co pozwoli na bezprzewodowe ściąganie i udostępnianie dużych plików, wraz z oglądaniem online filmów w rozdzielczości HD, a także wymianę danych między użytkownikami, zamieszkującymi rozległe tereny.
Pierwszej prezentacji niezależnej sieci 3G dokonała 22 października 2009 firma Aero2. Radiowa infrastruktura tworzona jest przez firmę Sferia, wraz ze współpracą z chińską firmą Huawei, dostarczającą oprócz stacji bazowych modemy do komputerów PC i notebooków.
Budowa sieci została podzielona na 3 etapy. Pierwszy zakończył się w 2009, znalazło się w jego obszarze około 350 stacji bazowych, w ich zasięgu 380 obszarów wiejskich oraz 140 mniejszych i 6 większych miast. Z końcem wprowadzenia trzeciego etapu docelowy zasięg sieci ma obejmować 810 obszarów wiejskich, 240 mniejszych miast oraz wszystkie duże aglomeracje.
Dodatkowym atutem jest możliwość przebudowy nadajników w LTE o większej szybkości. W październiku 2010 Cyfrowy Polsat wprowadził do swojej oferty nowe modemy Huawei E182E MIMO dzięki którym prędkość ściągania danych wynosi do 28 Mbit/s. Z usługi mogą korzystać mieszkańcy blisko 11000 miejscowości.

## HSPA+DC w Polsce
W październiku 2010 PTK Centertel, operator sieci Orange, ogłosił uruchomienie dostępu do internetu w technologii HSPA+Dual Carrier. Technologia Dual Carrier polega na jednoczesnym wykorzystaniu dwóch kanałów transmisji o szerokości pasma 5 MHz, dzięki czemu możliwe jest osiągnięcie transferu do 42 Mb/s przy pobieraniu danych przez użytkownika.
Pierwsze nadajniki HSPA+DC zlokalizowano w Krakowie. W pierwszym kwartale 2011 nowa usługa miała być dostępna poprzez blisko 650 stacji bazowych zlokalizowanych w dużych miastach: Krakowie, Wrocławiu, Poznaniu, Szczecinie oraz miastach aglomeracji katowickiej. Dzięki temu dostęp do HSPA+DC miało mieć ok. 11 proc. populacji Polski. Kolejne etapy zwiększania zasięgu usługi były przewidziane również na rok 2011. Docelowo w zasięgu ma znaleźć się około 60 proc. Polaków.
W 2012 T-Mobile i Orange rozpoczęli modernizację sieci dostępu radiowego. Polegała ona na tym, że każda stacja bazowa będzie przystosowana do obsługi 4G LTE, jednocześnie obsługując HSPA+ w paśmie 900 MHz, oraz HSPA+DC w paśmie 2100 MHz. Pasmo 900 MHz jest używane głównie na obszarach wiejskich i mało zaludnionych, natomiast 2100 MHz w dużych aglomeracjach.